# Krylvika
Die Krylvika (norwegisch für Buckelbucht) ist eine 50 km breite und vom Fimbul-Schelfeis eingenommene Bucht an der Prinzessin-Martha-Küste des ostantarktischen Königin-Maud-Lands. Sie liegt zwischen den Landspitzen Båkeneset im Westen und Trollkjelneset im Osten.
Norwegische Kartographen, die sie auch in Anlehnung an die Benennung des benachbarten Hügels Krylen benannten, kartierten sie anhand von Luftaufnahmen und Vermessungen der Norwegisch-Britisch-Schwedischen Antarktisexpedition (1949–1952) sowie Luftaufnahmen aus den Jahren von 1958 bis 1959 der Dritten Norwegischen Antarktisexpedition.